# 上村ひな
上村 ひな（うえむら ひな、1981年12月10日 - ）は、日本の元AV女優。
大阪府出身。
身長：157cm。スリーサイズ：B84 (D)・W57・H85。血液型：AB型。

## 略歴
- 2001年 - 『H』でAVデビュー。
- 2002年 - 七瀬ななみ・沢口あすか・杏野るり・うさみ恭香と共に、フォーミュラ・ニッポンでレースクイーン（SODレーシングギャルズ）としも活躍。
- 2002年 - 引退。

## 作品

### アダルトビデオ
- H（2001年7月27日、宇宙企画）
- らぶ・ひな（2001年8月21日、宇宙企画）
- 若奥様がしてあげる（2001年9月16日、宇宙企画）
- 妹あそび（2001年10月14日、宇宙企画）
- 尻姫（2001年11月9日、宇宙企画）
- 踊るバスガイド 発射オ〜ライ（2001年12月9日、宇宙企画）
- 逆ソープ天国（2002年1月22日、アリスJAPAN）
- 上村ひなのオナニーのお手伝いしてあげる（2002年4月20日、SODクリエイト）
- 逆ソープ天国貸切スペシャル6（2002年6月14日、アリスJAPAN）
- 宇宙企画2002DX（2002年6月30日、宇宙企画)
- ごっくんバズーカ100連発vol.4（引退作）（2002年7月5日、SODクリエイト）
- 逆ソープ天国スペシャルエレクト5（2002年9月27日、アリスJAPAN）
- 宇宙企画Debut Collextion花（2003年8月29日、宇宙企画)
- 宇宙企画Memorial上村ひな（2004年6月18日、宇宙企画）
- 宇宙企画Memorial上村ひな2（2005年11月12日、宇宙企画）

### イメージビデオ
- SOD レーシングギャルズ（2002年6月7日、ソフト・オン・デマンド）…共演：沢口あすか、杏野るり、うさみ恭香、七瀬ななみ

### 写真集
- SIRENA-上村ひな写真集（2001年7月、双葉社）
- KARAMI10（2002年5月、三和出版）

## メディア

### ラジオ
- 真夜中のレースクイーン（2002年、文化放送）